# قسم حومه الريفي (ايران شهر)
قسم حومه الريفي هي منطقة ريفية في الجزء الأوسط من مقاطعة إيران شهر، محافظة سيستان وبلوشستان، إيران. وفقا لتعداد عام 2006 للمركز الإحصائي الإيراني، كان عدد سكانها 25,686 نسمة (5,068 أسرة).
مركز هذه القسم الريفية هو قرية شهر دراز.